# Pierre Daillé
Pour les articles homonymes, voir Daille.
Pierre Daillé est un horloger français du XVIIIe siècle né à Saumur en 1741 et décédé en 1797 à Colombo (Sri Lanka). 
En 1759, il monte à Paris pour se faire un nom. Il sera remarqué en 1763 par Madame la Dauphine de Louis XV (Marie-Josèphe de Saxe, épouse du fils aîné du Roy) qui le fera entrer à Versailles et lui obtiendra le titre très convoité d'horloger du Roy en 1764 pour des réalisations  d'horloges et montres à coq pour le compte notamment de sa protectrice. Il signera ses créations du titre « horloger de la Dauphine » et « horloger du Roy » de Pologne Stanislas Leszczynski.
En 1765, fuyant la persécution des protestants, il part pour l'Angleterre et s'engage à la Compagnie des Indes sous le nom de Pierre de Bonnevaux. Il abandonnera l'horlogerie pour se consacrer à une carrière militaire. Au cours des trente années qui suivront, il sera nommé successivement commandant du fort de Madras, puis colonel  et gouverneur militaire de Colombo (Sri Lanka) où il décédera le 12 juillet 1797 d'un accident de calèche quatre jours après sa prise de fonction de gouverneur .
Pierre Daillé dit de Bonnevaux s'est illustré dans deux domaines majeurs. Tout d'abord en horlogerie où il laissera plusieurs réalisations (pendules, montres) acquises par la famille royale à la cour de Versailles mais aussi au cours de la conquête par les États souverains d'Europe de colonies en Asie. Il exercera au service de la Grande-Bretagne combattant ainsi les armées françaises. Son destin est atypique et marquera une période trouble de la fuite des cerveaux de France, d'horlogers protestants poursuivis au cours du « siècle des Lumières ».